# Diapaga
Diapaga est le Chef lieu de région de la Tapoa (région) ainsi que de la province de Gobnangou au Burkina Faso. Ses habitants, au nombre de 8 400 (en 2006), sont appelés les Diapagalais.

## Géographie
La commune est subdivisée en six secteurs :
- Secteur 1 : 3 424 habitants
- Secteur 2 : 530 habitants
- Secteur 3 : 689 habitants
- Secteur 4 : 1 005 habitants
- Secteur 5 : 2 163 habitants
- Secteur 6 : 589 habitants

Diapaga est traversée par la route nationale 19.

## Histoire
Le 28 mars 2025, le Groupe de soutien à l'islam et aux musulmans prend d'assaut le camp militaire de Diapaga, où l'armée et les miliciens VDP laissent au moins une cinquantaine de tués.

## Économie
La commune possède un aérodrome.

## Santé et éducation
Diapaga accueille le seul centre médical avec antenne chirurgicale de toute la province de la Tapoa.